# Graymoor-Devondale
Graymoor-Devondale és una població dels Estats Units a l'estat de Kentucky. Segons el cens del 2000 tenia 2.925 habitants.

## Demografia
Segons el cens del 2000, Graymoor-Devondale tenia 2.925 habitants, 1.134 habitatges, i 742 famílies. La densitat de població era de 1.547,1 habitants/km².
Dels 1.134 habitatges en un 27,6% hi vivien nens de menys de 18 anys, en un 53,3% hi vivien parelles casades, en un 9,7% dones solteres, i en un 34,5% no eren unitats familiars. En el 31,2% dels habitatges hi vivien persones soles el 14% de les quals corresponia a persones de 65 anys o més que vivien soles. El nombre mitjà de persones vivint en cada habitatge era de 2,28 i el nombre mitjà de persones que vivien en cada família era de 2,86.
Per edats la població es repartia de la següent manera: un 19,8% tenia menys de 18 anys, un 5,3% entre 18 i 24, un 23% entre 25 i 44, un 21,6% de 45 a 60 i un 30,4% 65 anys o més.
L'edat mediana era de 46 anys. Per cada 100 dones de 18 o més anys hi havia 67,2 homes.
La renda mediana per habitatge era de 51.065 $ i la renda mediana per família de 66.613 $. Els homes tenien una renda mediana de 46.283 $ mentre que les dones 30.431 $. La renda per capita de la població era de 29.755 $. Entorn del 2,4% de les famílies i el 3% de la població estaven per davall del llindar de pobresa.

## Poblacions més properes
El següent diagrama mostra les poblacions més properes.